# Chamaecrista lundii
Chamaecrista lundii es una especie de planta fanerógama perteneciente a la familia Fabaceae. Es originaria de Brasil.

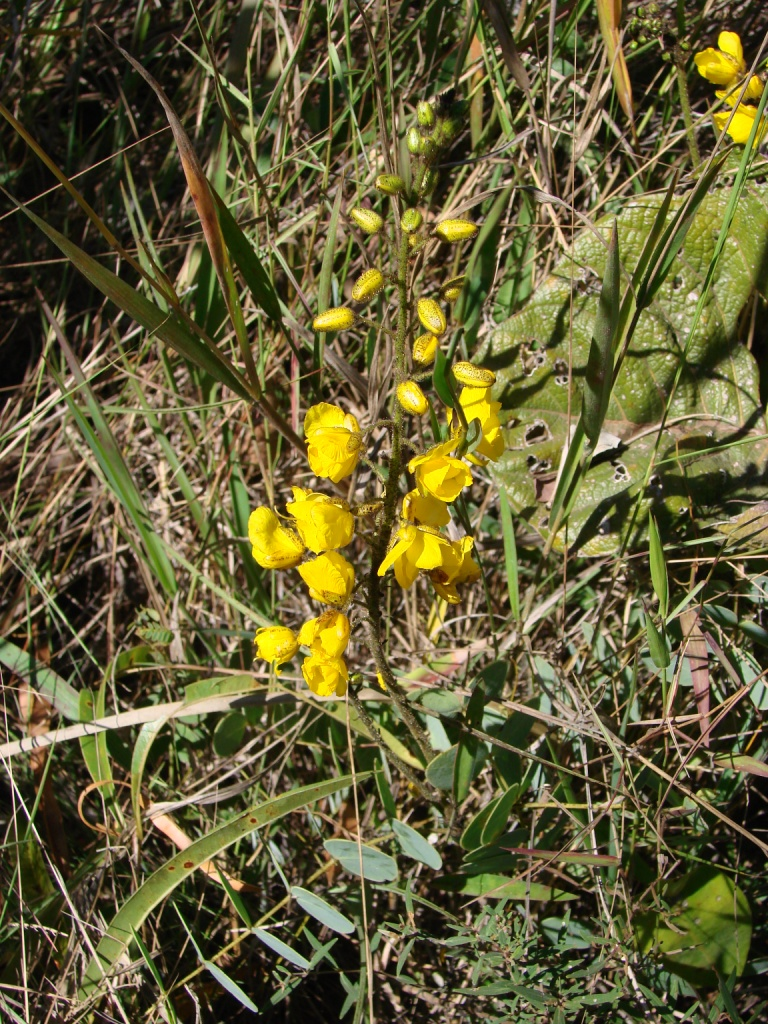
Vista de la planta con flores

## Taxonomía
Chamaecrista lundii fue descrito por (Benth.) H.S.Irwin & Barneby y publicado en Memoirs of The New York Botanical Garden 35: 655. 1982.
Etimología
Chamaecrista: nombre genérico que deriva de las palabras griegas: chama = "bajo, enano" y crista = "cresta".
lundii: epíteto otorgado en honor del botánico John Walter Guerrier Lund.
Sinonimia
- Cassia lundii Benth.[4]